# Burgruine Louzek
Die Burgruine Louzek (deutsch Lauseck) ist die Ruine einer Höhenburg in der Gemeinde Bujanov im Okres Český Krumlov in der Region Südböhmen in Tschechien. Seit 1958 ist sie ein geschütztes Kulturdenkmal. Die nächste Nachbarburg entlang der Maltsch ist Pořešín im Norden.

## Geschichte
Die Burg Louzek diente dem Schutz der Kaufleute am Linzer Steig, der durch das Mühlviertel nach Budweis führte. In den Jahren 1382–1423 sind die Herren von Maršovice, Verwandte der Rosenberger, als Besitzer nachweisbar. Nach den Hussitenkriegen kam Louzek in Besitz des Johann von Malovice, dessen Söhne im Jahre 1448 die Burg an Ulrich II. von Rosenberg verkauften, der sie der Herrschaft Nové Hrady anschloss. Ab diesem Zeitpunkt war die Burg nicht mehr bewohnt, und im Rosenberger Verzeichnis von 1541 wird Louzek bereits als Ruine bezeichnet.